# Любен Лачански
Любен Стоянов Лачански е поет и журналист. Има публикувани над 15 книги стихове и художествена проза. Превеждал е и е превеждан извън България.

## Биография
Завършва висше образование във Факултет Поезия на Литературния институт „Максим Горки“ в Москва.
Зам.-главен редактор вестник на националния всекидневник „Новинар“ (септември 2007 – юли 2008). Главен редактор на вестник „Българска армия“ (август 2008). Политически наблюдател във вестник „Делник“ (декември 2008). Зам.-главен редактор на вестник „Детонация“ (април 2009 – юни 2009).
Автор и водещ във Военна редакция на КТР (БНТ). Реализира над 50 документални филма на армейска тематика, които и до днес са на разположение във фонда на БНТ. Автор и на телевизионната публицистична поредица „Животът е шарен“ (1985-1989).
Редактор във вестниците „Подкрепа“ и „Свободен народ“ (1989-1991). Зам.-главен редактор на списание „Сигнал“/„Български воин“ (1991-1993). Анализатор в агенция „Демокрация“ (1993-1996). Главен радактор „Новини“ в телевизия „7 дни“ (1996–1997). Редактор в публицистика на програма „Христо Ботев“ на БНР (1997-1998). Анализатор във в. „Демокрация“ (1998–2001). Зам.-гл. редактор на списание „Туризъм и отдих“ (2004). Отговорен редактор на вестника на Българския лекарски съюз „Quo vadis“ (октомври 2004 – януари 2005).
Автор и водещ на предаването „Палми в пустинята“ в първото православно-интернет радио „Сион“. Автор и водещ на всекидневното публицистично предаване „Новият ред“ по кабелна телевизия „2001“ (2004-2005).
Член на СБЖ „Подкрепа“ и Съюза на българските писатели.

## Награди[1]
- Носител на Националната литературна награда „Св. Стефан“ на в. „Век 21“ (1997),
- Носител на Националната литературна награда за белетристика „Елин Пелин“ (1997).